# Джоел Строузъл
Джоел Майкъл Строузъл (на английски: Joel Michael Stroetzel) е американски китарист от метълкор бандата Killswitch Engage. 

## Биография
Стилът му е повлиян от Slayer, Anthrax и Зак Уайлд.
Строузъл преподава уроци по китара в местен музикален магазин, а докато е в гимназията, свири в Jazz Band. По-късно Строузъл учи в Berklee College в Бостън, но не го завършва. Докато е там, започва да свири в групата Aftershock с Адам Дуткевич, който по-късно се присъединява с него при формирането на Killswitch Engage.